# Cornelia Marks
Cornelia Marks (* 2. September 1969 in Erfurt) ist eine deutsche Autorin, Lyrikerin und Übersetzerin von Literatur, überwiegend Lyrik, aus südslawischen Sprachen (aus dem Bosnischen, Kroatischen, Serbischen, Montenegrinischen und Makedonischen).

## Leben und Schaffen
Zunächst trat sie vor allem als Übersetzerin in Erscheinung. Seit 1993 lebt sie in Halle an der Saale und studierte Slawistik und Germanistik an der Martin-Luther-Universität Halle-Wittenberg. C. Marks war früher in verschiedenen Berufen tätig, so arbeitete sie als Bibliothekarin, Journalistin und Lehrerin für Deutsch als Fremdsprache, und sie dolmetschte in der psychosozialen Beratung für Migrantinnen und Migranten. Sie unternahm zahlreiche Reisen in der Welt, so 1992 einen sechsmonatigen Indienaufenthalt, und Studienfahrten, so 1998/1999 ein Auslandssemester von sechs Monaten in Skopje, der Hauptstadt Nordmazedoniens, an der dortigen Universität „Kiril i Metod“. Seit 2007 ist sie als freiberufliche Übersetzerin und Autorin tätig und seit 2013 leitet sie regelmäßig Workshops kreativen Schreibens für Kinder in Sachsen-Anhalt. C. Marks nahm an verschiedenen internationalen Poesiefestivals teil, so 2008 – 2011 in Bosnien und Herzegowina an den „Sarajevoer Poesietagen“.
Ihr eigenes Schreiben ist von einer für sie typischen Emotionalität geprägt. In ihren Texten, etwa im Romanprojekt „Regenspiegel“, spiegeln sich beispielsweise Kindheits- und Jugenderfahrungen in der endenden DDR, die Suche nach der eigenen Identität, das Problem der Fremdbestimmung, Orientierungslosigkeit und des Außenseitertums wider. Aber auch der Dialog mit anderen Kulturen sowie „ewige Themen“ wie Liebe und Tod prägen ihr Schreiben. Viele ihrer Texte erschienen in Zeitschriften und Anthologien, auch international. Einige ihrer Gedichte wurden u. a. ins Serbische, Englische, Slowakische, Italienische und Russische übersetzt.

## Veröffentlichungen (Auswahl)
- Von Sumatra bis Lamento für Belgrad. Zu den poetischen Visionen des Serben Miloš Crnjanski. – Frankfurt am Main: Peter Lang Verlag, 2011
- Miloš Crnjanski: Lamento nad Beogradom 2012. Hrsg. v. Cornelia Marks und Milorad Živojnov. – Frankfurt am Main: Peter Lang Verlag, 2012
- Fenster nach Sarajevo und Magdeburg. Lebensgeschichten von Frauen. Eine Spurensuche anlässlich des 45. Jubiläums der Städtepartnerschaft Sarajevo und Magdeburg. – Halle (Saale): im Eigenverlag erschienen, gedruckt bei tredition, 2022
- Traumland Lauchistan. – Ein Schulschreiberprojekt des FBK in Sachsen-Anhalt. e.V. mit der Friedrich-Bödecker-Grundschule Laucha. Hrsg. v. C. Marks. – Halle (Saale): Hasenverlag, 2014
- Käsemond und andere Planeten. – Ein Schulschreiberprojekt des FBK in Sachsen-Anhalt. e.V. mit der Evangelischen Grundschule Aschersleben. Hrsg. v. C. Marks. – Halle (Saale): Engelsdorfer Verlag, 2021
- Autorenheft Nr. 75: Lyrik, Nachdichtungen, Prosa – Regenspiegel (Romanauszug) von C. Marks. – (Hallesche Autorenhefte, hrsg. von Christian Kreis. Förderkreis der Schriftsteller in Sachsen-Anhalt). – Halle (Saale), 2022

## Übersetzungen (Auswahl)
- Das Lied öffnet die Berge. Eine Anthologie der serbischen Poesie des 20. Jahrhunderts. Auswahl und Vorwort von Manfred Jähnichen. Darin enthalten – verschiedene Nachdichtungen von C. Marks, gemeinsam mit André Schinkel. – Blieskastel: Gollenstein-Verlag, 2004
- Hadžem Hajdarević: Land, das es nicht gibt. Gedichte. Aus dem Bosnischen von Astrid Philippsen, C. Marks und André Schinkel. –Leipziger Literaturverlag, 2010
- Adisa Bašić: Ein Werbespot für meine Heimat. Gedichte. Aus dem Bosnischen von C. Marks. – Klagenfurt: Wieser-Verlag, 2012. – Diese Gedichte in deutscher Übersetzung wurden, als zweisprachige Ausgabe, mit dem österreichischen Literaturpreis „Bank Austria Literaris 2012“ ausgezeichnet.
- Bibliothek Sarajevo. Literarische Vermessung einer Stadt. Anthologie. Hrsg. v. Ingo Starz und Senad Halilbašić. Übersetzung aus dem Bosnischen von jeweils einem Textbeitrag von Adisa Bašić, Ferida Duraković und Mile Stojić von C. Marks. – Klagenfurt: Drava-Verlag, 2012
- Mile Stojić: Cherubs Schwert. Gedichte und Essays. Aus dem Kroatischen und mit einem Nachwort von C. Marks. – Leipziger Literaturverlag, 2012
- Mile Stojić: Via Vienna. Essays. Aus dem Kroatischen von C. Marks. – Klagenfurt: Drava-Verlag, 2013
- Marina Trumić: Zwischen Warschau und Sarajevo. Gedichte. Aus dem Bosnischen von C. Marks. – Leipziger Literaturverlag, 2014
- Little Global Cities – Sarajevo und Skopje. – Übersetzung ins Deutsche von C. Marks. – Bielefeld und Berlin: Kerber Verlag, 2014
- Joachim Sartorius: Niemals eine Atempause. Handbuch der politischen Poesie im 20. Jahrhundert. Anthologie. Übersetzungen ins Deutsche von C. Marks – Mile Stojić, Notiz zur Todesfuge Paul Celans; Stevan Tontić: Das Glück der Taubstummen; Adin Ljuca: Kritik der reinen Vernunft. – Köln: Kiepenheuer & Witsch, 2014
- Stevan Tontić: Der tägliche Weltuntergang. Gedichte. Aus dem Serbischen von C. Marks (21 Nachdichtungen, davon 7 mit André Schinkel); weitere Übersetzer(innen): Sabine Fahl, Richard Pietraß, Bärbel Schulte und Zvonko Plepelić. – Klagenfurt: Drava, 2015
- Milorad Popović: Scheidewege. Gedichte. Aus dem Montenegrinischen von C. Marks. – Leipziger Literaturverlag, 2017
- Grand Tour. Reisen durch die junge Lyrik Europas. Hrsg. v. Federico Italiano und Jan Wagner. (S. 94–95) Adisa Bašić, 2 Gedichte: Die Väter und Freunde, aus dem Bosnischen v. C. Marks. – München: Carl Hanser Verlag, 2019
- Dragana Tripković: Verse aus Sand. Gedichte. Aus dem Montenegrinischen von C. Marks. – Leipziger Literaturverlag, 2020
- Erik Ondrejička: Was sich in Buntstiften verbirgt. Susi und ihre Tiere. Ein Kinderbuch in Versen. – Nachgedichtet aus dem Slowakischen von C. Marks. Mit Illustrationen von Veronika Ort-Mertlová. – Halle (Saale): Mitteldeutscher Verlag, 2021
- Jovan Nikolić: Der Gast nirgendwoher. Gedichte. – Aus dem Serbischen von C. Marks und Bärbel Schulte. – Klagenfurt: Drava-Verlag, 2021
- Biljana S. Crvenkovska: Zuhause. Eine Geschichte über das Verlieren und Finden von Heimat. Ein Kinderbuch mit Illustrationen von Vane Kosturanov. Aus dem Makedonischen von C. Marks. – HarperCollins, Dragonfly, 2022
- Mile Stojić: Wo wir zitternd stehen in Labyrinthen. Ein Buch der Liebe. Gedichte. Aus dem Kroatischen von C. Marks. – Morio-Verlag Heidelberg (ein Imprint des Mitteldeutschen Verlags, Halle an der Saale), 2023